# Flache Erde

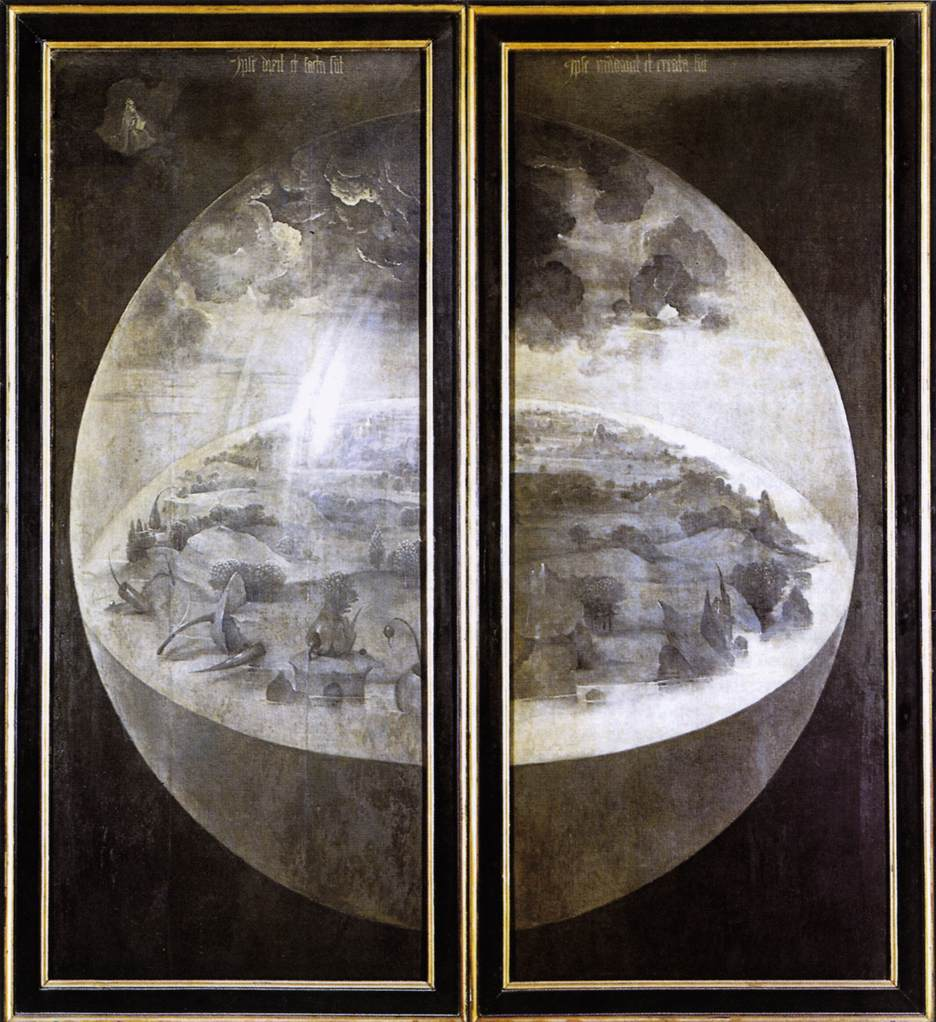
Die Erschaffung der Welt. Auf den Außenflügeln des Triptychons Der Garten der Lüste (um 1500) stellte Hieronymus Bosch die Erde als Scheibe dar, die in einer transparenten Sphäre schwebt.

Die Vorstellung einer flachen Erde oder einer Erdscheibe findet sich als Vorstellung in vielen frühen Kulturen. Die Erdoberfläche wird hierbei als flach und oft in Gestalt einer (runden) Scheibe gedacht. Mit der Verbreitung astronomischer Naturwissenschaften seit der Antike kam das Modell der Erdkugel auf. Der Globus als Erdmodell blieb seitdem die vorherrschende Lehrmeinung im europäischen Mittelalter und in der Neuzeit.
Die im 19. Jahrhundert aufgekommene Legende, die mittelalterliche Christenheit habe an eine Erdscheibe geglaubt, wurde als historischer Irrtum entlarvt (vgl. „Finsteres Mittelalter“). Zu ihrer Verbreitung trug die Erzählung Das Leben und die Reisen des Christoph Columbus (1828) von Washington Irving bei. Auch im 21. Jahrhundert gibt es Vertreter der These, die Erde sei flach. Es handelt sich dabei um eine Verschwörungstheorie, deren Anhänger sich im Englischen „Flat Earthers“ (frei übersetzt: „Flacherd[l]er“) nennen.
Die Frage der Gestalt der Erde ist nicht zu verwechseln mit der Entwicklung vom geozentrischen zum heliozentrischen Weltbild.

## Die Vorstellung von der Scheibenform der Erde

Rekonstruktion der „Weltkarte des Hekataios von Milet“, 6. Jh. v. Chr.

Verschiedene Scheibenmodelle finden sich in vielen Ursprungsmythen, z. B. in Mesopotamien und bei den frühgriechischen Philosophen Anaximander und Hekataios. Ein Schöpfer oder elementare Naturgewalten (Wasser, Feuer) sollten demnach die Welt als Insel auf einem Urozean, oft mit den bekannten Weltmeeren verbunden, erschaffen haben. In einigen Bildern gibt es einen zum Himmel reichenden zentralen Weltenberg oder, etwa in der iranischen Mythologie, ein Ringgebirge Qaf am äußeren Rand der Scheibe. In der nordischen Mythologie wird Midgard, die Welt der Menschen, ebenfalls als Scheibe beschrieben. Sie ist von einem riesigen Meer umgeben, in dem die Midgardschlange haust.
Im Weltbild der homerischen Epen war die Erde eine von Wasser des Okeanos umflossene Scheibe, die von der Halbkugel des Himmels überwölbt ist. Von dieser Vorstellung lösten sich bereits die kosmologischen Spekulationen der vorsokratischen Philosophen.
Im Alten Testament finden sich unter den Varianten älterer Mythen auch Fragmente des mesopotamischen Scheibenbilds, die einander offensichtlich widersprechen. Im hebräischen und alttestamentlichen Buch Jesaja heißt es in Jes 40,22 : „Er ist es, der da thront über dem Kreise der Erde, …“.
Das althebräische Wort חוּג (chug), das hier mit Kreis übersetzt worden ist, impliziert nicht eine Kugelform. Die sprachliche Wurzel kommt als Verb nur einmal vor in Hiob 26,10  („Eine Schranke hat er als Kreis über der Fläche des Wassers gezogen …“), als Substantiv in Hiob 22,14  („Kreis des Himmels“) und Sprüche 8,27  („Als er einen Kreis abmaß über der Fläche der Tiefe, …“) und einmal im Substantiv מְחוּגׇה (mechûghah; Jesaja 44,13 ) als Zirkel: „Der Zimmermann spannt die Schnur und zeichnet mit dem Stift. Er behaut das Holz und zirkelt es ab …“.
 Im deuterokanonischen Buch Jesus Sirach (Sir 43,11–12 ) wird mit chug ein Regenbogen beschrieben („Er zog am Himmel einen Kreis von Herrlichkeit, …“), also ein Kreisabschnitt. In den erwähnten Bibelstellen mit chug finden sich weitere Elemente einer Flacherdvorstellung: ein gespanntes Himmelszelt, stützende Säulen und „oben“ und „unten“ als absolute Richtungsangaben.

Allerdings waren sich die christlichen Kirchenväter weitestgehend einig, dass biblische Texte, die etwa von den Säulen der Erde sprechen, insoweit nicht wörtlich verstanden werden dürfen. So mahnte Augustinus grundsätzlich zur Vorsicht bei der Auslegung von Textstellen der Bibel, damit man nicht aufgrund von Vorurteilen der Wahrheit widerspreche. Auch warnte er in diesem Zusammenhang vor der Kombination von Glauben und Unbildung: 
»Oft genug kommt es vor, daß auch ein Nichtchrist ein ganz sicheres Wissen durch Vernunft und Erfahrung erworben hat, mit dem er etwas über die Erde und den Himmel, über Lauf und Umlauf, Größe und Abstand der Gestirne, über bestimmte Sonnen- und Mondfinsternisse, … zu sagen hat. Nichts ist nun peinlicher, gefährlicher und am schärfsten zu verwerfen, als wenn ein Christ mit Berufung auf die christlichen Schriften zu einem Ungläubigen über diese Dinge Behauptungen aufstellt, die falsch sind …«
Im Koran wird die Erde mit einem Teppich verglichen (Sure 71:19-20): „Gott legte euch die Erde wie einen Teppich aus, damit ihr auf ihr gehen könnt, auf Wegen und durch Pässe.“ In der Sure 78:6-7 wird explizit von einer „ebenen Fläche“ gesprochen: „Haben wir die Erde nicht zu einer ebenen Fläche gemacht und die Berge zu Zeltpflöcken?“ Diese und andere Koranverse wurden von Islamgelehrten gemeinsam mit der Überzeugung von der Unfehlbarkeit des Koran als Grund verstanden, die Kugelform der Erde abzulehnen. Der einflussreiche Schriftgelehrte al-Qurtubi sah auch in dem Koranvers 13:3 („Und er ist es, der die Erde (wie einen Teppich) ausgebreitet und auf ihr feststehende (Berge) und Flüsse gemacht hat.“) eine sichere Widerlegung der Kugelgestalt der Erde. Weitere Korangelehrte, die aufgrund des Korans lehrten, dass die Erde flach sei, waren etwa ad-Din al-Mahallī und as-Suyuti.  Andererseits ließ der  Kalif al-Maʾmūn Anfang des 9. Jahrhunderts den Erdumfang auf Grundlage einer Kugelvorstellung bestimmen.

## Die Ablehnung der Scheibenform

### Altertum

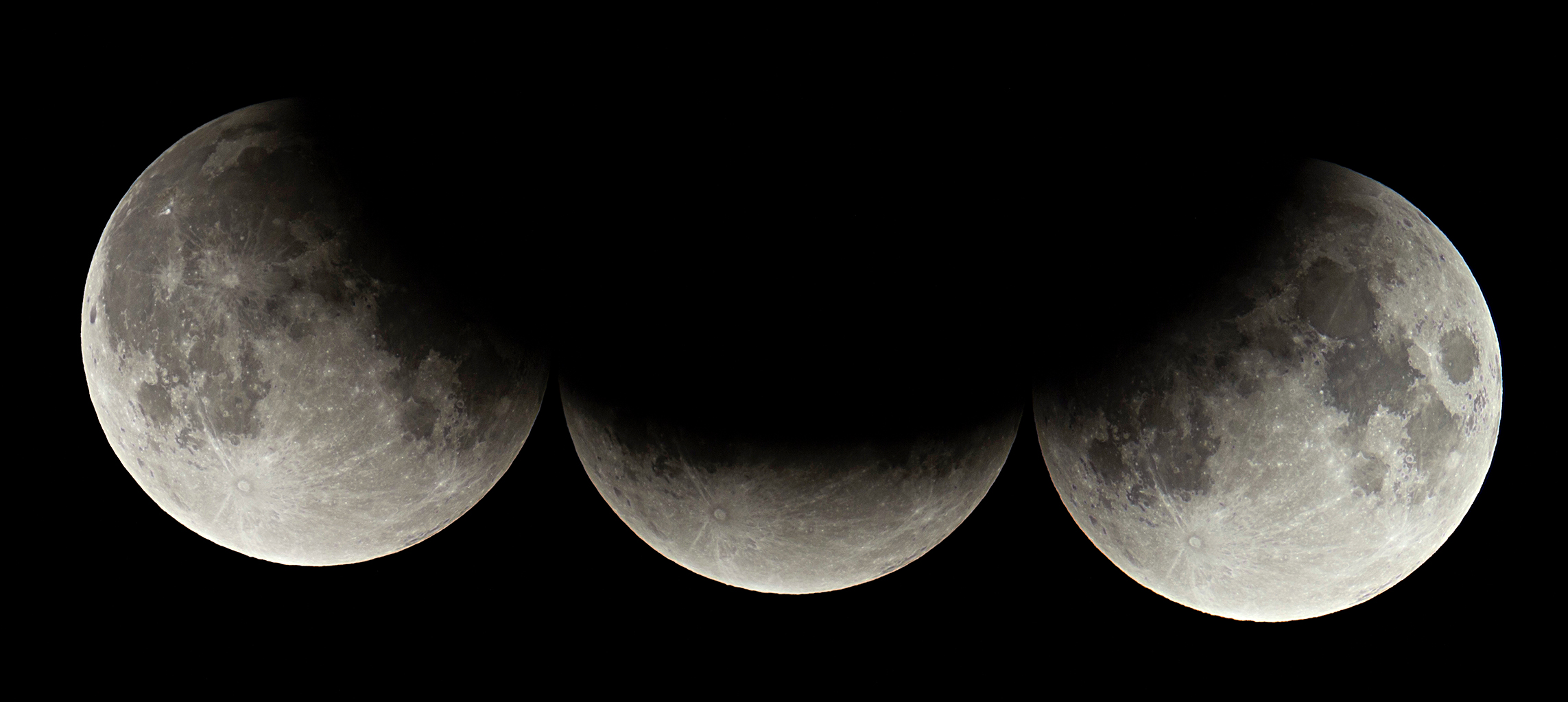
Erdschatten bei partieller Mondfinsternis

Das Globus-Modell der Erdkugel wurde in der Antike Pythagoras, der im 6. Jahrhundert v. Chr. lebte, oder dem mythischen König Atlas von Mauretanien zugeschrieben. Auch Platon ging von der Kugelgestalt aus. Sein Schüler Aristoteles gab in seiner Schrift Über den Himmel aus dem 4. Jahrhundert v. Chr. folgende Gründe für die Kugelgestalt der Erde an:
- Sämtliche schweren Körper streben zum Mittelpunkt des Alls. Da sie dies von allen Seiten her gleichmäßig tun und die Erde im Mittelpunkt des Alls steht, muss sie eine kugelrunde Gestalt annehmen.
- In südlichen Ländern erscheinen südliche Sternbilder höher über dem Horizont.
- Der Erdschatten bei einer Mondfinsternis ist stets rund.

Methode Eratosthenes zur Berechnung des Erdumfangs

Die erste Messung des Erdumfangs wird Eratosthenes im späten 3. Jahrhundert v. Chr. zugeschrieben. Er nutzte die Beobachtung, dass die Sonne in Syene (heute Assuan in Südägypten) zur Sommersonnenwende mittags im Zenit steht und gleichzeitig in Alexandria (etwa auf gleichem Längengrad in Nordägypten) um 7° vom Zenit entfernt. Aus dem Abstand zwischen Syene und Alexandria von 5000 Stadien, den er wahrscheinlich von königlichen Schrittzählern genau ausmessen ließ, und dem Einfallswinkel (7° oder etwa 1⁄50 des Vollkreises) ergab die Rechnung einen 50-mal größeren Erdumfang, also 250.000 Stadien. Da die beiden Städte etwa 845 km Luftlinie voneinander entfernt sind, kommt Eratosthenes dem wahren Erdumfang (845*50=42.250 statt genauer  40.007,76 km über die Pole) schon nahe.
Plinius der Ältere überliefert im 1. Jahrhundert als weiteres Argument, dass bei von der Küste wegfahrenden Schiffen der Rumpf vor den Segeln der Sicht verborgen wird. Im Mittelmeerraum und Orient war zu dieser Zeit die Kugelgestalt unter Gelehrten generell akzeptiert.
Auf Ptolemäus im 2. Jahrhundert n. Chr. geht die Erstellung eines Globus und die Ortsangabe durch geographische Länge und Breite zurück. In seinem Modell eines geozentrischen Weltbildes ging Ptolemäus von einer kugelförmigen Erde aus und errechnete als Umfang 30.000 km.
Eine Besonderheit ist die Beschreibung des Erdglobus aus der Sicht von oben, von einem Standpunkt im (geozentrisch gedachten) Kosmos, bei Cicero.
Der Schriftsteller Ovid beschreibt die Erdgestalt in seinem Werk Metamorphosen als Kugel und erwähnt auch die verschiedenen Klimazonen auf Nord- und Südhalbkugel.
Da in den Metamorphosen auch ein monotheistischer Schöpfergott angedeutet wird, war das Werk das gesamte Mittelalter über bekannt und wurde verbreitet, und damit auch die Passage über die Kugelgestalt der Erde.

### Spätantike Kritik an der Kugelform

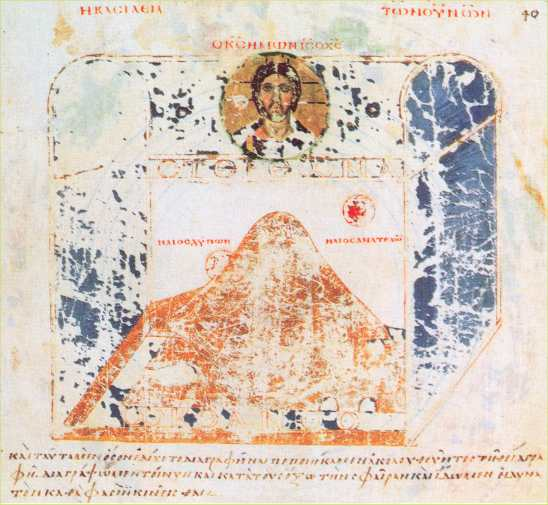
Weltbild des Kosmas Indikopleustes: flache Erde in einem Tabernakel, 6. Jahrhundert

Folgende spätantike christliche Autoren vertraten von der Kugelform abweichende Positionen:
- Lactantius (* um 250; † um 320) bezeichnete die Vorstellung als unsinnig, da Menschen auf der Unterseite („Antipoden“) auf dem Kopf stehen und Regen von unten nach oben fallen würde.[14] Nikolaus Kopernikus kritisierte ihn 1543 in dem an Papst Paul III. gerichteten Vorwort zu De Revolutionibus.
- Kyrill von Jerusalem (313–386) verstand die Erde als ein auf Wasser schwimmendes Firmament.
- Johannes Chrysostomos (349–407) sah in der kugelförmigen Erde einen Widerspruch zu einigen Aussagen der Bibel.
- Severian von Gabala, der Bischof von Gabala (um 408), Diodorus von Tarsus (um 394) und Theodor von Mopsuestia (350–428) sprachen von einer Scheibenform der Erde.
- Kosmas Indikopleustes (6. Jahrhundert n. Chr.) bezeichnete die Erde um 550 in seiner Christlichen Topographie als „ein Parallelogramm, flach und von vier Meeren umgeben“.

Der Einfluss dieser Autoren war gering: Lactantius fand mit seiner Meinung zur Erdgestalt erst im Zeitalter des Humanismus Beachtung; das auf Griechisch abgefasste Werk des Kosmas Indikopleustes wurde erst im frühen 18. Jahrhundert im Abendland bekannt. Theodor von Mopsuestia als Nestorianer und Kosmas als Monophysit waren für orthodoxe und katholische Christen keine akzeptierten Autoritäten.

### Mittelalter

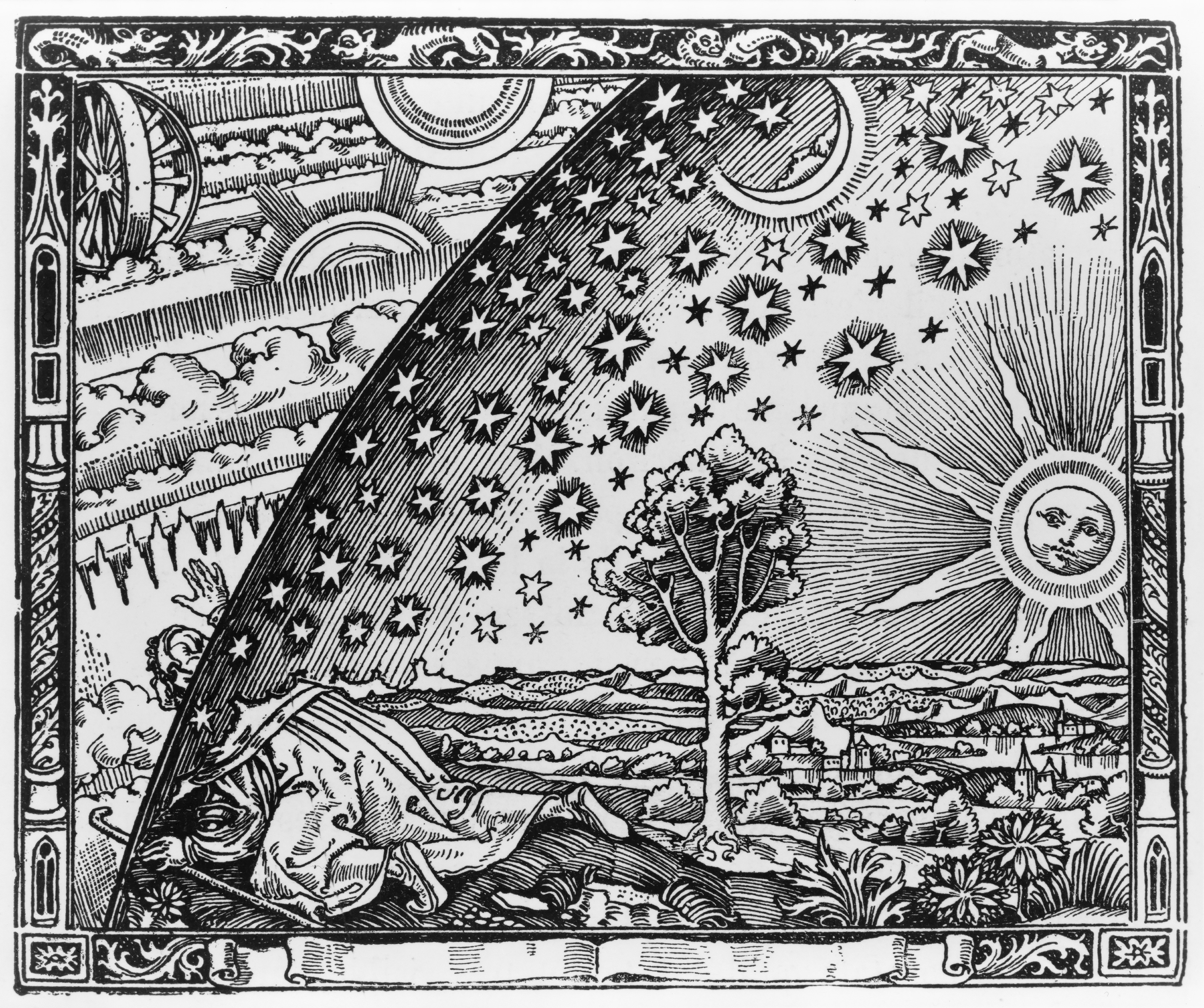
Flammarions Holzstich – erstmals erschienen 1888 in Paris als Illustration in einem populären Buch über die Atmosphäre

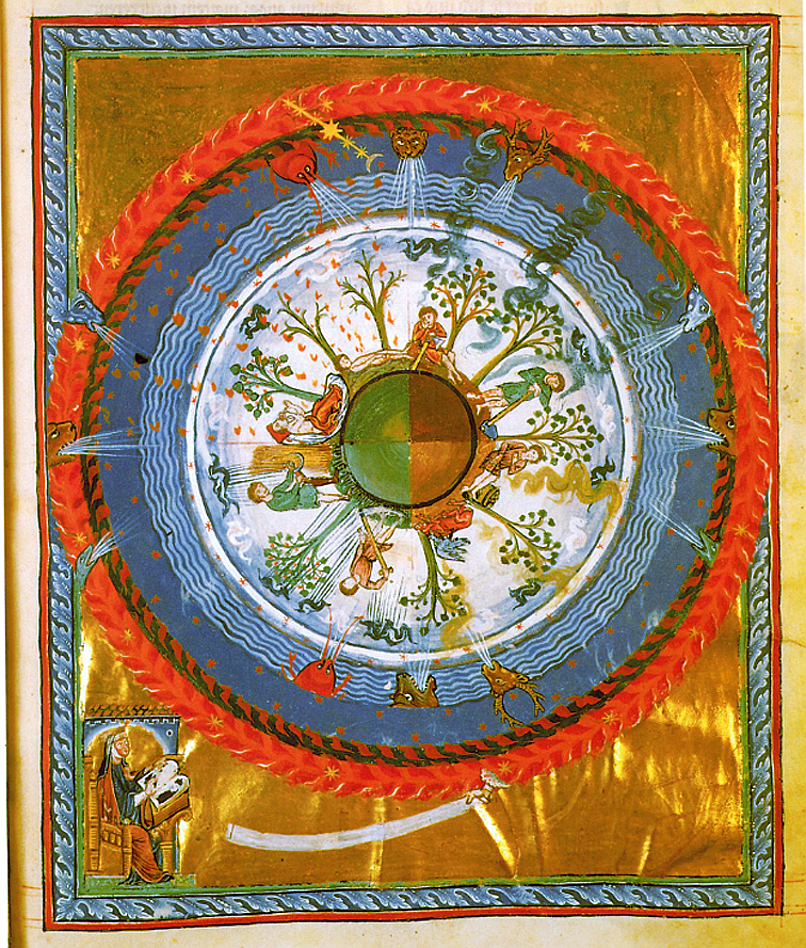
Möglicherweise Ansicht des Erdballs, auf dem gleichzeitig verschiedene Jahreszeiten herrschen (12. Jahrhundert), aus Hildegard von Bingens Liber Divinorum Operum (12. Jahrhundert)

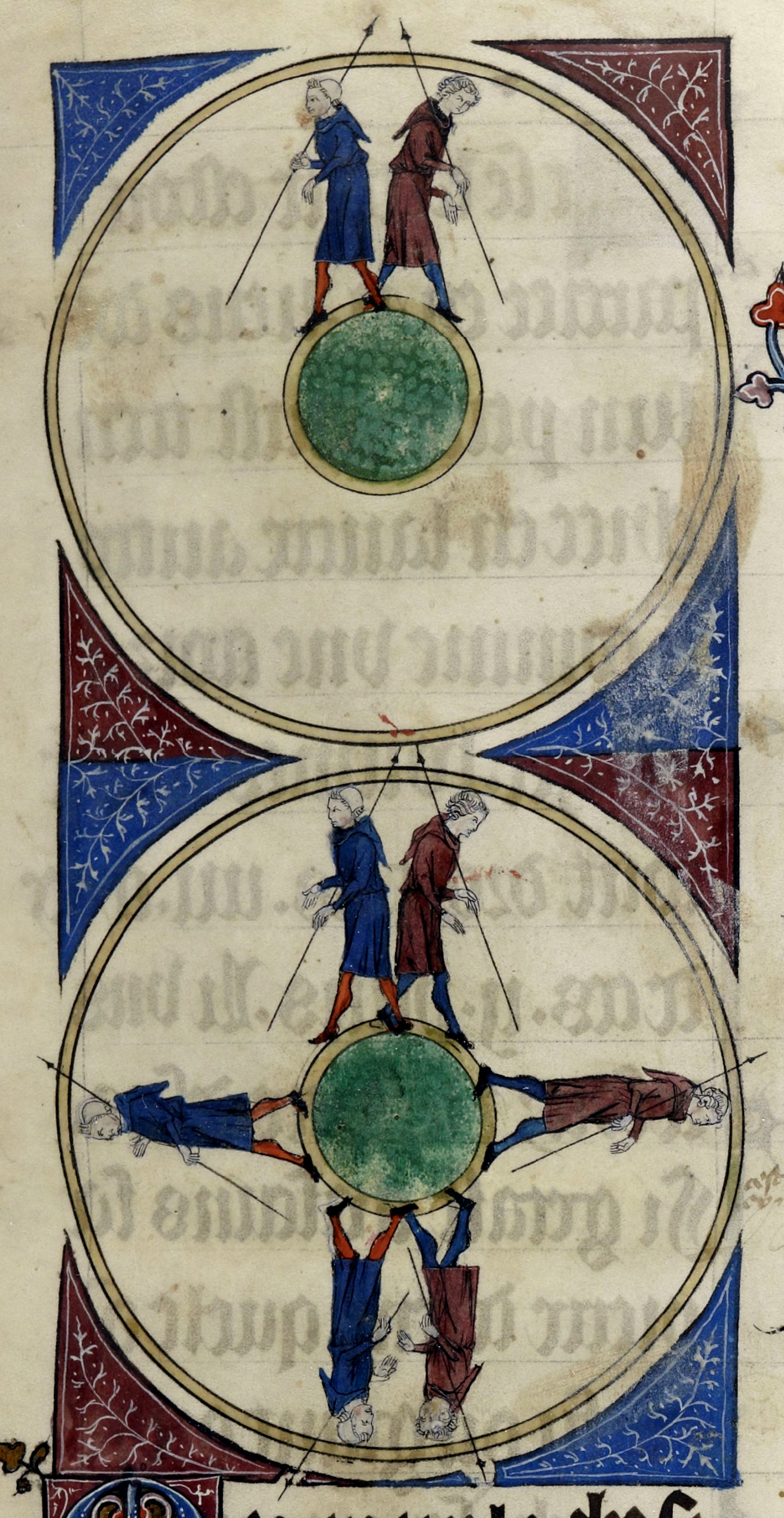
Illustration der kugelförmigen Erde in einem L’Image du monde – Manuskript des Gossouin de Metz (14. Jahrhundert)

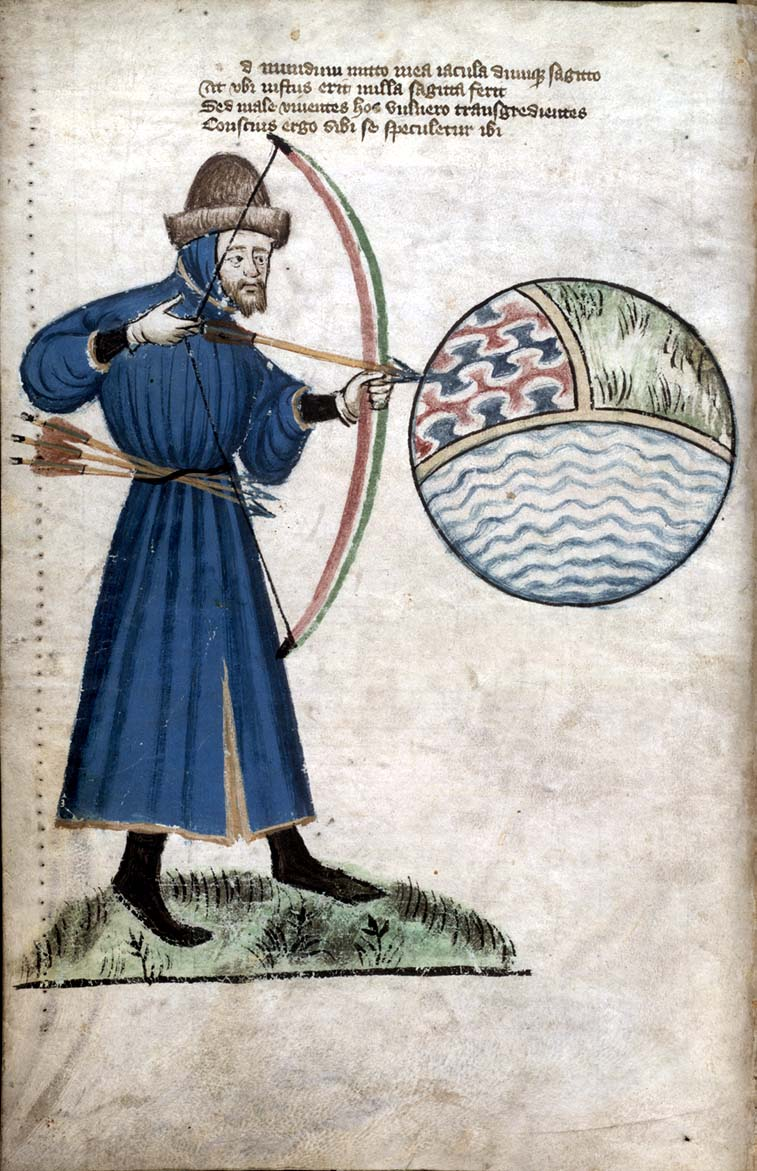
Künstlerische Darstellung einer runden Erde aus John Gowers Vox Clamantis (um 1400)

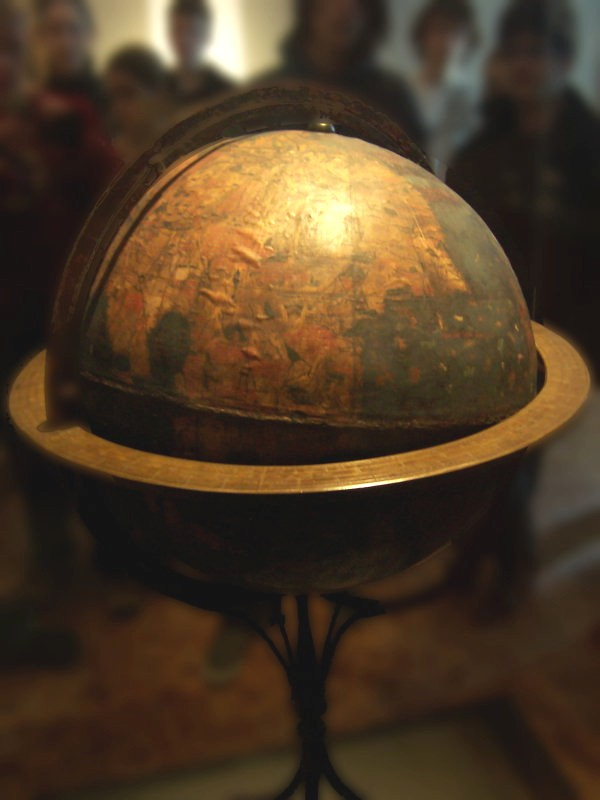
Behaimscher Erdapfel, ältester noch erhaltener Erdglobus, 1490/1493 Nürnberg.

Die Vorstellung, dass das mittelalterliche Weltbild von einer Flacherde ausgeht, ist verbreitet, aber falsch. Sie entstand vielmehr erst aus dem Bedürfnis der Neuzeit, sich von der vorangegangenen Zeit abzugrenzen, das noch im 19. Jahrhundert im bekannten Holzstich von Flammarion (s. Abb.) Ausdruck fand. Entgegen dieser Legende war die Kugelgestalt der Erde nicht nur im mittelalterlichen arabisch-islamischen Kulturkreis bekannt, sondern auch im europäischen Mittelalter Lehrmeinung. Dessen ungeachtet wurde die Erde in Kunstwerken oft als Scheibe dargestellt (z. B. Der Garten der Lüste von Hieronymus Bosch noch um 1500).
- Aristoteles, der die Kugelgestalt der Erde lehrte, galt im Hoch- und Spätmittelalter als Autorität in Fragen der Naturwissenschaft. Seine Werke wurden ab dem 12. Jahrhundert populär durch die Wiedererlangung der griechischen Originalschriften in Westeuropa[17] und Übersetzungen aus dem Arabischen.
- Das einflussreiche Buch der Naturgeschichte von Plinius dem Älteren († 79), der die Auffassung von Aristoteles übernahm und aus eigener Beobachtung ergänzte, war im Mittelalter in mehr als 300 Handschriften verbreitet.
- Im 5. Jahrhundert verfasste Martianus Capella seine im europäischen Mittelalter noch lange studierten Werke; in der Geografia führte er aus:

„Die Gestalt der ganzen Erde ist nicht flach, so wie manche meinen, die sie mit einer ausgebreiteten Scheibe (discus) vergleichen, und sie ist auch nicht konkav, wie andere annehmen, die vom Regen sprachen, der in den Schoß der Erde falle, sondern rund, sogar kugelförmig, wie Dikaearchus klar bezeugt“

- Isidor von Sevilla (um 570–636 n. Chr.) geht in seiner Enzyklopädie Etymologiae sowie in der Schrift De natura rerum (‚Über die Natur der Dinge‘) mehrfach auf die Erdgestalt ein. Er verwendete hier Ausdrücke wie orbis (‚Erdkreis‘) und rota (‚Rad‘), die bisweilen als Hinweis auf ein Erdscheiben-Weltbild interpretiert wurden. Offenkundig ging es ihm dabei aber nur um die „Rundheit“ der Erdgestalt, da er zugleich den Begriff pila (‚Ball‘) verwendete, wenn er vom Reichsapfel als Bild der Erde sprach. In einem Begleitschreiben zu De natura rerum bezeichnet er die Erde geradewegs als globus („Kugel“). Zudem gab er die Länge des Äquators mit 180.000 Stadien an, was eine Kugelgestalt impliziert.[19]
- Beda Venerabilis (672–735) in De natura rerum lehrte ebenso.
- Der Kalif al-Maʾmūn bestimmte den Umfang der Erdkugel im 9. Jahrhundert wesentlich genauer als Columbus.[20]
- Spätere mittelalterliche Enzyklopädien in der Nachfolge des Honorius Augustodunensis (12. Jahrhundert) lehrten ausdrücklich die Kugelgestalt und prinzipielle Umrundbarkeit der Erde.
- Der Lucidarius, ein Ende des 12. Jahrhunderts entstandenes Lehrwerk, bezeichnete die Gestalt der Erde als kugelförmig (sinewel), und das ebenfalls volkssprachlich gehaltene und in vielen Sprachen verbreitete Buch Sidrach[21] (13. Jh.) vergleicht sie mit einem Apfel. Auch in der – vor allem auf Johannes de Sacroboscos Computus ecclesiasticus (um 1230) beruhenden – Mainauer Naturlehre (um 1300),[22] einer Zusammenfassung des naturwissenschaftlichen Wissens, findet sich die Kugelform der Erde.
- Der Reichsapfel, eines der Reichsinsignien des Heiligen Römischen Reiches, symbolisiert die Weltkugel.
- Thomas von Aquin (1225–1274), der einflussreichste Theologe und Kirchenlehrer des Hochmittelalters, vertrat ebenfalls die kugelförmige Erdgestalt: „Astrologus demonstrat terram esse rotundam per eclipsim solis et lunae“ (der Sternenkundige beweist durch Sonnen- und Mondfinsternis, dass die Erde rund ist) (Summa theologica I q1 a 1 ad 2).

### Liste von Autoren, die die Lehre einer kugelförmigen Erde vertraten
Unter anderem vertraten folgende Autoren die Lehren einer Erde in Kugelform:

#### Könige und Politiker
- Brunetto Latini
- Westgotenkönig Sisebut
- König Alfred von England
- Alfons X.

#### Kirchenväter, Päpste, Bischöfe, Ordensleute und Priester
- Basilius von Caesarea[24]
- Ambrosius von Mailand[24]
- Aurelius Augustinus[24]
- Paulus Orosius[24]
- Jornandes (oder Jordanes) von Ravenna
- Cassiodor
- Isidor von Sevilla
- Beda Venerabilis[24]
- Theodulf von Orléans[24]
- Virgilius von Salzburg
- der irische Mönch Dicuil
- Rabanus Maurus
- Remigius von Auxerre
- Johannes Scotus Eriugena
- Erzpriester Leo von Neapel
- Gerbert d’Aurillac (Papst Silvester II.)
- Notker der Deutsche von Sankt-Gallen
- Hermann der Lahme
- Hildegard von Bingen[24]
- Petrus Abaelardus
- Honorius Augustodunensis
- Gautier de Metz
- Adam von Bremen[24]
- Albertus Magnus[24]
- Thomas von Aquin
- Berthold von Regensburg[24]
- Meister Eckehart[24]
- Enea Silvio Piccolomini (Papst Pius II.)

#### Theologen, Naturphilosophen und Enzyklopädiker
- Ampelius[24]
- Calcidius[24]
- Macrobius[24]
- Martianus Capella[24]
- Boethius[24]
- Wilhelm von Conches
- Philippe de Thaon
- Abu-Idrisi
- Bernardus Silvestris
- Petrus Comestor
- Thierry de Chartres
- Walter von Châtillon
- Alexander Neckam
- Alanus ab Insulis
- Averroes
- Moshe ben Maimon
- Lambert de Saint-Omer
- Gervasius von Tilbury
- Robert Grosseteste
- Johannes de Sacrobosco
- Thomas von Cantimpré
- Peire de Corbian
- Vinzenz von Beauvais
- Robertus Anglicus
- Juan Gil de Zámora
- Perot de Garbelei
- Roger Bacon
- Ristoro d’Arezzo
- Cecco d’Ascoli
- Fazio degli Uberti
- Levi ben Gershon
- Konrad von Megenberg
- Nikolaus von Oresme
- Pierre d’Ailly
- Alfonso de la Torre
- Paolo dal Pozzo Toscanelli
- Daniel von Morley
- Gottfried von Viterbo
- Herrad von Landsberg
- Ramon Llull

#### Dichter, Reisende, Buchdrucker, Seefahrer, Händler
- Snorri Sturluson
- Marco Polo
- Dante Alighieri
- Brochard der Deutsche
- Jean de Meung
- Jean de Mandeville
- Christine de Pizan
- Geoffrey Chaucer
- William Caxton
- Martin Behaim
- Christoph Kolumbus

### Frühe Neuzeit
Zur Zeit von Christoph Kolumbus (ausgehendes 15. Jahrhundert) wurde die Kugelgestalt der Erde nicht hinterfragt.
Die Weltumsegelungen von Ferdinand Magellan (1519–1522) und Francis Drake (1577–1580) (→ Weltumsegelung des Francis Drake) bestätigten das Globusmodell, die Kugelgestalt der Erde war nun praktisch bewiesen. In der Folge entstanden neue Theorien zur Kugelgestalt, wie z. B. die der Hohlen Erde aus dem 17. Jahrhundert, einer aus konzentrischen Kugeln aufgebauten Erde mit habitablen Sphären im Inneren, die sich teilweise halten konnte, bis der Aufbau der Erde wissenschaftlich erklärt werden konnte.

### Moderne Rezeption des „Mythos der flachen Erde“

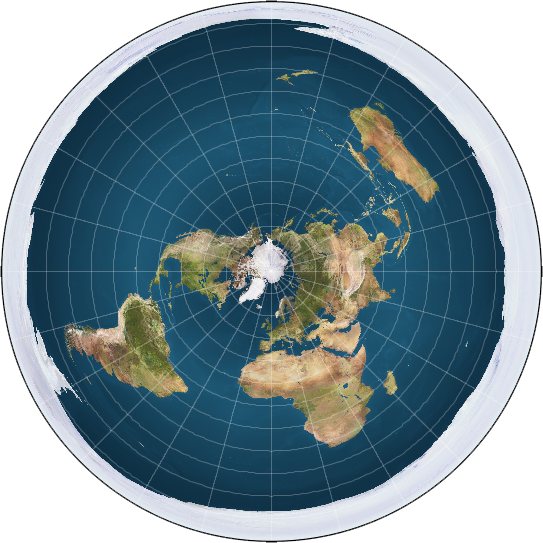
Azimutale äquidistante Projektionen der Kugel wie diese wurden auch als Bilder des flachen Erdmodells adaptiert, das die Antarktis als Eiswand um eine scheibenförmige Erde darstellt.

Folgende Forscher räumten mit der Legende auf, im europäischen Mittelalter habe die Kirche die Scheibengestalt der Erde gelehrt:
- Der Historiker Jeffrey Burton Russell von der University of California, Santa Barbara vertrat die Ansicht, die „scheibenförmige Erde“ des Mittelalters sei ein neuzeitlicher Mythos (myth), der um 1830 auftauchte und die Absicht verfolgte, das kirchlich geprägte Mittelalter als „primitiv“ und „die Kirche“ als wissenschaftsfeindlich darzustellen (vgl. Politischer Mythos). Zu den Autoren, die das aus antikirchlichen Motiven betrieben hätten, zählte er Thomas Paine (1737–1809), Jean Antoine Letronne (1787–1848), Washington Irving (1783–1859) und Andrew Dickson White (1832–1918).
- Ähnlich der Bonner Skandinavist Rudolf Simek, der für Skandinavien um das Jahr 1000 die Vorstellung einer Kugelerde nachwies.[27]
- Dem Stuttgarter Romanistikprofessor Reinhard Krüger zufolge setzte die Polemik, die dem Mittelalter ein Weltbild mit scheibenförmiger Erde zuschrieb, bereits vor der Aufklärung ein. Er verortet die „mindestens drei [bekannten] Erdscheibentheoretiker“ außerhalb des Hauptstroms des mittelalterlichen Denkens, das auf der Symbiose christlicher Glaubenslehre und griechisch-römischer Wissenschaft fuße: „Weder Laktanz noch Kosmas Indikopleustes oder Bonifatius sind charakteristisch für das mittelalterliche kosmologische Denken. Und auch der eine oder andere kleinasiatische Kirchenmann wie Severianus von Gabala oder andere, die man hier noch nennen könnte, bleiben Randfiguren angesichts des breiten Stroms antiken kosmologischen Wissens, der sich nun genau in der Tradition der Kirchenväter ausfindig machen lässt. Die genannten Gestalten bleiben Außenseiter, deren Texte noch nicht einmal mehr gelesen oder zitiert werden.“[28] Die Ansichten von Laktanz und Kosmas Indikopleustes wurden überhaupt erst nach der Weltumsegelung Magellans wieder in der europäischen Literatur zitiert, und bereits im 8. Jahrhundert wurde Bonifatius (der den Bischof Virgil von Salzburg wegen dessen Postulierung der Existenz von Antipoden beim Papst als Ketzer verklagt hatte[29]) vom damaligen Papst Zacharias die weitere Auseinandersetzung mit dem Thema untersagt.[28]

Eine in Zusammenarbeit mit dem Georg-Eckert-Institut für internationale Schulbuchforschung durchgeführte Studie, die deutsche und österreichische Geschichtsschulbücher aus dem ersten Jahrzehnt des 21. Jahrhunderts untersuchte (Stichjahr 2009), kam zu dem Ergebnis, dass in einem großen Teil der Lehrwerke bis heute die These des mittelalterlichen Glaubens an eine Erdscheibe verbreitet wird. Seit Mitte des 20. Jahrhunderts sei demnach, so der Historiker Roland Bernhard, in den Schulbüchern der Umschwung zu immer fiktiveren, unter anderem in der Tradition von Washington Irvings Erzählungen stehenden Darstellungsweisen vollzogen worden. Hingegen sei in den letzten Jahrzehnten aus vielen US-amerikanischen Schulbüchern der Mythos vom Glauben an die flache Erde entfernt worden.

## Heutige Vertreter der Scheibenform
In den USA vertrat die Flat Earth Society die Lehre einer scheibenförmigen Erde als einzig konform mit der Bibel. Das Bestehen der Organisation ist jedoch seit dem Tod ihres letzten Präsidenten ungewiss. Websites, die sich als zur Flat Earth Society gehörig ausgeben, sind satirisch angelegt. Einige Beobachter vertreten die Meinung, die gesamte Flache-Erde-Bewegung der Moderne sei ein Scherz, auf den Journalisten und die breite Öffentlichkeit immer wieder gern hereinfallen. Dass die Vorstellung von der flachen Erdgestalt eine wachsende Anhängerschaft verzeichnet, deutet zumindest darauf hin, dass diese Theorie zunehmend ernst genommen wird. Einige Prominente in den USA bezeichnen sich als ihre Anhänger wie z. B. Tila Tequila und B.o.B.
Der Glaube an die flache Erde zählt heute zu den Formen der Wissenschaftsleugnung. Seit etwa 2015 erlebt die These der flachen Erde wieder eine gewisse Verbreitung durch diverse Verschwörungsideologen im Internet. Eine 2018 in den USA durchgeführte Umfrage unter 8000 Menschen ergab, dass etwa ein Sechstel der Bevölkerung nicht völlig von der Kugelform der Erde überzeugt ist; eine weitere Umfrage in Brasilien kam zum Ergebnis, dass 7 % der Bevölkerung die Existenz der Kugelform ablehnen. In den USA finden diverse Konferenzen von Flacherdlern statt, von denen einige die Vertretung durch die Flat Earth Society strikt ablehnen, da sie diese als „staatlich kontrollierte Organisation“ ansehen, deren Ziel „Desinformation“ sei, damit die Theorie als „weit hergeholt“ wirke. Auffällig sind laut CNN dezidiert antiwissenschaftliche Einstellungen und starker Glaube an andere Verschwörungstheorien unter dem Großteil der Anhänger der Flachen Erde. So seien bei ihren Treffen beispielsweise immer auch Impfgegner, 9/11-Verschwörungstheoretiker und an die Existenz der Illuminaten glaubende Menschen zugegen. Ein deutscher Vertreter der Flachen Erde ist der Sänger Xavier Naidoo.
Der Astrophysiker Paul M. Sutter nimmt an, dass man in vielen alten Kulturen gedacht habe, die Erde sei flach, weil man es nicht besser wusste. Den heutigen Menschen, die das immer noch vertreten, obwohl es eine Fülle an Beweisen für die Kugelform der Erde gibt, ginge es nicht um Beweise, sondern sie glaubten, dass die Öffentlichkeit getäuscht und belogen würde, sie hätten kein Vertrauen in die Gesellschaft und die Vertreter ihrer Eliten, zu denen Regierungsbeamte und Mitglieder der akademischen Welt gehören. Ihre Behauptung, die Erde sei flach, sei eher ein Ausdruck tiefen Misstrauens.

## Kognition beim jungen Menschen
In einer Studie, in der das konzeptuelle Wissen von Grundschulkindern untersucht wurde, sagten viele Kinder, dass die Erde rund sei, aber auch, dass die Erde einen Rand habe, von dem Menschen herunterfallen könnten. Die Widersprüche ließen darauf schließen, dass Kinder andere mentale Modelle der Erde verwenden. Eine rechteckige Erde und eine Scheibenerde waren Modelle, die die Kinder konstruierten, bevor sie die Information erhielten, dass die Erde eine Kugel ist. Im Laufe ihres Wissenserwerbs modifizieren die Kinder ihre ursprünglichen Vorstellungen, um sie mit der kulturell akzeptierten naturwissenschaftlichen Erkenntnis in Einklang zu bringen. Kinder übernehmen die Vorstellung einer sphärischen Form der Erde erst, wenn ihre Wahrnehmungen, die zu ihren ursprünglichen Denkmodellen geführt haben, von ihnen umgedeutet werden.

## In der Fantasy-Literatur
In seinen Scheibenwelt-Geschichten beschreibt Terry Pratchett eine flache, runde Welt, welche auf dem Rücken von vier Elefanten ruht, die wiederum auf dem Rücken einer Schildkröte stehen. Diese Beschreibung wurde durch diverse Weltbilder der flachen Erde inspiriert.